# Wes Craven
Wesley Earl Craven, cunoscut ca Wes Craven (n. 2 august 1939, Cleveland, Ohio - d. 30 august 2015, Los Angeles), a fost un regizor de film, actor și scenarist american, cunoscut mai ales datorită seriei Coșmar pe Strada Ulmilor, cu criminalul Freddy Krueger, precum și trilogiei Scream.

## Filmografie
- Zbor de noapte (2005)

1. 1 2  Wesley Earl (Wes) Craven, Brockhaus Enzyklopädie, accesat în 9 octombrie 2017
2. 1 2  Wes Craven, Autoritatea BnF
3. 1 2  Wes Craven, Babelio
4. 1 2  Wes Craven, Hrvatska enciklopedija[*]
5. ↑  Wes Craven, SNAC, accesat în 9 octombrie 2017
6. 1 2 3   http://www.hollywoodreporter.com/news/wes-craven-horror-maestro-dies-818806 Lipsește sau este vid: |title= (ajutor)
7. ↑  „Wes Craven”, Gemeinsame Normdatei, accesat în 11 decembrie 2014
8. ↑  Wes CRAVEN, NooSFere, accesat în 9 octombrie 2017
9. ↑  CONOR.SI[*] Verificați valoarea |titlelink= (ajutor)
10. ↑  Czech National Authority Database, accesat în 1 martie 2022